# Thomas Goodwin
Thomas Goodwin (Rollesby, 5 ottobre 1600 – 23 febbraio 1680) è stato un teologo britannico.
Conosciuto come "The Elder" (l'Anziano), è stato un importante leader degli indipendentisti puritani. Serve come cappellano di Oliver Cromwell e viene imposto dal Parlamento inglese come preside del Magdalen College di Oxford nel 1650. Lo storico Christopher Hill pone Goodwin fra la corrente principale del Puritanesimo.

## Biografia
Studia a Cambridge dall'agosto 1613 dove consegue un Bachelor of Arts nel 1616. Nel 1619 si trasferisce al Catharine Hall dove, nel 1620 viene eletto membro. Tre anni più tardi diventa docente alla Trinity Church, come successore di John Preston e, su nomina regale, come vicario.
Preoccupato dell'influenza del suo vescovo, zelante sostenitore di William Laud, rassegna le dimissioni dai suoi incarichi presso l'università nel 1634 e diventa attivo promotore del Congregazionalismo. Vive per un po' di tempo a Londra dove sposa nel 1638 la figlia di un aldermanno (inglese alderman), membro dell'organo collegiale elettivo municipale. Nel 1639 emigra nei Paesi Bassi per sfuggire alla persecuzione contro i dissidenti della Chiesa di Inghilterra. Lì per qualche tempo diventa pastore di una piccola comunità di mercanti e rifugiati inglesi a Arnhem. Ritorna in Inghilterra subito dopo che viene stabilito il cosiddetto Parlamento lungo, convocato da Carlo I. Serve per alcuni anni poi come pastore della Paved Alley Church, Lime Street, nella parrocchia di St. Dunstan in the East, e rapidamente consegue fama di valente predicatore.
Nel 1643 viene scelto come membro di teologi dell'Assemblea di Westminster e subito si schiera con il partito indipendentista, generalmente identificato, nei documenti del tempo, come ai "fratelli dissidenti". Viene frequentemente eletto a predicare presso la Camera dei comuni e nel gennaio del 1650 per il suo talento e cultura viene onorato della presidenza del Magdalen College di Oxford, posto che conserverà fino alla restaurazione del 1660.
Diventa cappellano di Oliver Cromwell dal 1656 diventandone uno dei più stretti consiglieri. Lo accompagnerà fino al letto di morte.
Commissionario per l'inventario dell'Assemblea di Westminster nel 1650 e per l'approvazione dei predicatori nel 1653, insieme con il teologo John Owen redige una versione emendata della Confessione di fede di Westminster.
Dal 1660 fino alla sua morte Goodwin vive a Londra e si dedica esclusivamente agli studi teologici e alla cura pastorale della Chiesa indipendente di Fetter Lane.

## Opere
Le opere pubblicate da Goodwin durante la sua vita consistono prevalentemente da sermoni pubblicati per ordine della Camera dei comuni. Insieme a Philip Nye ed altri contribuisce alla preparazione della Apologetical Narration del 1643.
Cinque volumi di sue prediche ed altre opere sono pubblicate fra il 1682 ed il 1704, e ristampate almeno 47 volte. Le sue opere complete, che includono un'esposizione della lettera agli Efesini e dell'Apocalisse sono pubblicate fra il 1681 ed il 1704 e ripubblicate in 12 volumi.
Una memoria, derivata dalle sue stesse carte, ad opera di suo figlio Thomas Goodwin (il giovane) (1650-1716) compare come prefazione alla sua opera omnia.